# Bruno Chevillon
Pour les articles homonymes, voir Chevillon.
Bruno Chevillon est un contrebassiste de jazz français, né le 23 août 1959 à Valréas (Vaucluse).

## Biographie
Bruno Chevillon a suivi une double formation puisqu'il sort diplômé des Beaux Arts en 1983 où il étudie la photographie, et il suit parallèlement l'enseignement de contrebasse classique de Joseph Fabre au conservatoire d'Avignon. Il fait ses débuts dans le jazz en suivant la classe d'André Jaume, fait partie du Groupe de recherche et d'improvisation musicales (GRIM), puis intègre le collectif lyonnais ARFI où il fera une rencontre déterminante : celle de Louis Sclavis. Bruno Chevillon est ensuite associé à une grande partie des projets du clarinettiste.
Outre sa longue collaboration avec Sclavis, le contrebassiste joue avec les acteurs principaux du jazz avant-garde et des musiques improvisées : Marc Ducret, Claude Barthélemy, Stéphan Oliva, François Corneloup, François Raulin, Joey Baron, Elliott Sharp, Franck Vigroux, Benjamin de la Fuente, Samuel Sighicelli, Laurent Dehors, Gerome Nox, etc.
Essentiellement sideman, Bruno Chevillon s'épanouit toutefois aussi en solo, notamment dans son spectacle sur Pier Paolo Pasolini. La musique contemporaine fait aussi partie de son travail. 
Bruno Chevillon possède de grandes qualités d'instrumentiste : vélocité, précision et justesse peu commune[réf. nécessaire]. Son intelligence musicale fait de lui un contrebassiste majeur de la scène jazz européenne[réf. nécessaire].
En 2007, il enregistre son unique album solo Hors-Champ publié sur le label d'Autres Cordes qui mélange contrebasse et électronique.
En 2014, il intègre  l'Orchestre national de jazz comme conseiller artistique, aux côtés d'Olivier Benoit.

## Discographie sélective
- 1994 : Acoustic Quartet, avec Louis Sclavis, Dominique Pifarély, Marc Ducret - ECM
- 1999 : L'Ombra Di Verdi au sein du Marc Ducret Trio - Screwgun Records
- 2007 : Hors-Champ - d'Autres Cordes
- 2011 : Old And Unwise, avec Tim Berne - Clean Feed
- 2012 : Caravaggio #2 au sein du groupe Caravaggio (Benjamin de la Fuente, Éric Échampard et Samuel Sighicelli) - La Buissonne